# 11 Batalion Zaopatrzenia
11 Batalion Zaopatrzenia (11 bzaop) – pododdział logistyczny ludowego Wojska Polskiego i Sił Zbrojnych RP (JW Nr 2680).
W październiku 1944, w Suchodołach, w składzie 11 Dywizji Piechoty rozpoczęto formowanie jednostki 16 Samodzielnej Kompanii Transportu Samochodowego. Pododdział miał zostać zorganizowany według sowieckiego etatu Nr 04/509 (ros. отдельная автотранспортная рота) o stanie 75 żołnierzy. W listopadzie tego samego roku, wobec zaniechania formowania 3 Armii, rozwiązana została 11 DP. 15 listopada 1944 stan ewidencyjny kompanii wynosił 4 oficerów i 34 szeregowców.
Wiosną 1945 po raz drugi przystąpiono do organizacji 11 Dywizji Piechoty. Tym razem w jej składzie utworzona została 19 Samodzielna Samochodowa Kompania Podwozu. Jednostka tworzona była w garnizonie Łódź, w oparciu o sowiecki etat Nr 04/559 o stanie 70 żołnierzy i 47 samochodów. W maju tego roku, po zakończeniu organizacji, stan ewidencyjny kompanii liczył 9 oficerów, 44 podoficerów i 89 szeregowców, czyli dwukrotnie więcej niż przewidywał etat. W następnym miesiącu pododdział przegrupował się razem z dywizją na Ziemie Odzyskane. Nowym garnizonem kompanii zostało Lubsko. Tam, w listopadzie 1945 kompania została przeformowana w 19 Samodzielny Pluton Samochodowy. Zgodnie z pokojowym etatem Nr 2/8 z 21 lipca 1945 pluton liczyć miał 40 żołnierzy. W jego skład wchodziły trzy drużyny samochodowe, drużyna gospodarcza i warsztaty remontowe. W dniach 23-24 października 1945 pluton dyslokowany został do Żar, gdzie zajął na kwatery w budynkach mieszkalnych przy ulicy Prybuskiej (obecnie Okrzei).
W marcu 1946 dywizja przeszła na etat dywizji piechoty typu "C". Pluton utracił wówczas samodzielność i włączony został w struktury Dowództwa 11 DP. W czerwcu tego roku pododdział przeniesiony został do poniemieckich koszar przy ulicy Żagańskiej, które zwolnione zostały przez jednostki Armii Czerwonej. W grudniu 1946 pluton wyłączony został z dowództwa i ponownie stał się samodzielnym pododdziałem. W październiku 1948 na bazie plutonu utworzona została Drużyna Samochodowa Dowództwa 11 Dywizji Piechoty.
Wiosną następnego roku 11 DP przeformowana została w 11 Zmotoryzowaną Dywizję Piechoty, a jej niewielki pododdział transportowy w 44 Kompanię Samochodową. Jednostka zgodnie z etatem Nr 5/51 miała liczyć 47 żołnierzy. Latem 1950 dywizja przeformowana została w 11 Dywizję Zmechanizowaną. Dla kompanii oznaczało to wprowadzenie etatu Nr 5/73 z zachowaniem dotychczasowej liczby żołnierzy oraz przeniesienie do garnizonu Żagań, w którym zajęła koszary przy ulicy Dworcowej. Z końcem 1952 w kompanii wprowadzony został etat Nr 5/89 o stanie 38 żołnierzy. Zgodnie z planem mobilizacyjnym "PM-1" kompania miała sformować 44 Batalion Samochodowy według etatu wojennego Nr 05/42 o stanie 392 wojskowych oraz 194 pojazdów samochodowych i 63 traktorów. Oznaczało to, że kompania musi dziesięciokrotnie zwiększyć swoje stany osobowe. W kolejnym planie mobilizacyjnym "PM-53" założono, że na wypadek wojny, na bazie 44 ksamoch, powstanie 44 Pułk Samochodowo-Transportowy.
18 października 1955 w garnizonie Żagań, w kompleksie koszarowym przy ulicy Szosa Żarska, na bazie 44 ksamoch sformowany został 76 Batalion Samochodowo-Transportowy według etatu Nr 5/171 o stanie 89 żołnierzy i trzech pracowników cywilnych. W 1957 batalion przeniesiony został do koszar przy ulicy Dworcowej w Żaganiu, nazywanych "Żagań-Miasto". W styczniu 1962 jednostka przemianowana została na 76 Batalion Transportowy. W 1963 11 DZ przeformowana została w 11 Drezdeńską Dywizję Pancerną, a 76 btransp otrzymał nowy etat. 22 grudnia 1963 dowódca 11 DPanc, gen. bryg. Zbigniew Zieleniewski wręczył dowódcy batalionu sztandar. W październiku 1967 w struktury batalionu włączono 11 Dywizyjny Punkt Zaopatrzenia i 106 Piekarnię Polową. W następnym roku jednostka wzięła udział w operacji "Dunaj".
W 1969 pododdział przeformowany został w 11 Batalion Zaopatrzenia. W 1994 jednostka dyslokowana została do garnizonu Świętoszów. 11 listopada 1995 dowódca Śląskiego Okręgu Wojskowego, gen. dyw. Janusz Ornatowski wręczył dowódcy batalionu nowy sztandar ufundowany przez Społeczny Komitet Fundatorów Sztandaru. W 2001 batalion przeformowany został na etat Nr 29/304/0 i w tym samym roku rozformowany.

## Dowódcy
- kpt. Szymon Szczybuk (1955-1957)
- ppłk Henryk Łutczyk (1957-1960)
- mjr Stanisław Kultys (1960-1963)
- mjr Antoni Mucha (1963-1969)
- mjr Dionizy Dolniak (1969-1972)
- ppłk Janusz Wallis (1972-1980)
- ppłk Edward Skwarek (1980-1988)
- ppłk Antoni Biernacki (1988-1994)
- ppłk dypl. Andrzej Guz (1994-1998)
- mjr Grzegorz Koń (1998-1999)
- mjr Wiesław Lechocki (1999-2001)